# دهستان قلعه بالا

دهستان قلعه بالا

دهستان قلعه بالا در تاریخ ۱۳ آذر ۹۸ در بخش فرح‌دشت شهرستان کاشمر در استان خراسان رضوی توسط هیئت دولت ایجاد گردید.

## روستاها
- بهاریه
- جردوی
- حاج رجب
- طاهرآباد
- فرشه
- نای